# Лю Пэнцзы
Лю Пэнцзы (кит. трад. 劉盆子, упр. 刘盆子, 10 г. н. — ?) — марионеточный император восстановленной китайской империи Хань, возведённый на трон повстанцами-«краснобровыми».

## Биография
Лю Пэнцзы принадлежал к числу потомков князя Лю Чжана, участвовавшего в возведении на престол императора Сяовэнь-ди. Дед Лю Пэнцзы — Лю Сянь — получил от императора Юань-ди дворянский титул, перешедший после смерти Лю Сяня к сыну Лю Мэну (отцу Лю Пэнцзы), но когда Ван Ман узурпировал трон, то род Лю был лишён владений. Когда «краснобровые» подняли восстание против Ван Мана, то Лю Пэнцзы вместе со старшими братьями Лю Гуном и Лю Мао оказались в их войсках. Когда генерал Фан Чун временно принял сторону Гэнши-ди, свергнувшего Ван Мана, то Лю Гун отправился вместе с ним в его столицу Лоян и получил от нового императора титул, позволивший ему вернуть наследство отца. Когда Фан Чун бежал из Лояна обратно к «краснобровым» в Пуян, то Лю Гун последовал за ним, но остался сторонником Гэнши-ди; Лю Мао и Лю Пэнцзы оставались при войсках «краснобровых» в качестве пастухов.
В 25 году «краснобровые» решили, что Гэнши-ди их не устраивает, и им нужен свой император. Выбрав трёх потомков Лю Чжана, они заставили их тянуть жребий, который выпал 14-летнему Лю Пэнцзы. Объявленный императором, он, однако никакой реальной власти не получил и продолжал оставаться пастухом, пока «краснобровые» не вошли в столицу Чанъань.
«Краснобровые», однако, оказались плохими управителями, их грабежи озлобили горожан, и в 26 году, после сожжения многих дворцов и разграбления продовольственных запасов, они двинулись на запад в направлении современной провинции Ганьсу. Однако местный военачальник Вэй Сяо отбил их наступление, и им пришлось отступить на восток. Император Гуан У-ди начал против них войну на истощение, и весной 27 года они сдались на милость победителя. Лю Пэнцзы отказался от своего титула, и император Гуан У-ди, видя, что тот не имел реальной власти, простил его.
Император сделал Лю Пэнцзы помощником своего дяди Лю Ляна, чжаоского князя. Позднее Лю Пэнцзы ослеп в результате болезни, и получил от императора земельные угодья, позволившие ему жить на ренту. Год его смерти неизвестен.